# Embalse de La Loteta
El Embalse de La Loteta es un embalse situado en la Ribera Alta del Ebro y Campo de Borja, en Aragón. A priori, ideado para desestacionalizar el flujo del Canal Imperial de Aragón, tomando asimismo agua del Embalse de Yesa, objetivo que frustradamente no se consiguió.
Inaugurado en 2010, y con una capacidad máxima de 104,85 hm³, una vez llenado, quedó en entredicho su utilidad debido a la acción del agua sobre el vaso salino sobre el que se asienta, y los problemas derivados de este hecho, por lo que actualmente carece de capacidad reguladora, derivándose tan apenas caudal para su embalsamiento.

## La presa
La presa está situada en el municipio de Gallur, a pocos kilómetros de la localidad de Pedrola. Tiene una toma del cercano Canal Imperial de Aragón, compuesta por dos tubos.

## Historia
Las obras comenzaron en 1999 y finalizaron en 2008. Su llenado comenzó a hacerse efectivo en febrero de 2009 con agua procedente del Canal Imperial de Aragón y de la acequia de Sora, conducción esta última que parte del Canal de Bardenas, cuyas aguas provienen directamente del Embalse de Yesa.

## Aprovechamiento
El embalse suministra agua de uso urbano a Zaragoza, lo que se creía un hito en la red de abastecimiento zaragozana al lograr desvincular el abastecimiento de la ciudad del Canal Imperial gracias a los nuevos caudales del recrecimiento de la presa de Yesa.
Sin embargo en el año 2012 se procedió al vaciado -y su posterior llenado al año siguiente- por una excesiva salinidad del embalse quedando en total entredicho el uso de una obra de tan grandes dimensiones, tanto en términos de ingeniería, como ambientales y económicos, con un desemboloso de más de 100 millones de euros, por parte de las administraciones.
Sin embargo en 2023 desembalso en torno a 50 hm³ al canal para riego.
Por otra parte, debido a la climatología de la zona donde se sitúa, La Loteta es muy propicia para la práctica de deportes de viento, como el kitesurf o el windsurf.